# Mexicali (comune)

Mappa con le principali località

Mexicali è uno dei 5 comuni dello stato messicano della Bassa California, di cui è capitale.
Il comune si estende su una superficie di 13 935,61 km² e conta 936 826 abitanti secondo il censimento del 2010. È il secondo comune dello Stato per abitanti, preceduto solamente da Tijuana.
La città si trova al confine con gli Stati Uniti d'America e il suo nome è una parola macedonia che deriva proprio dall'unione delle parole México e California. Per tale motivo è gemellata con Calexico.
Nonostante il nome ufficiale degli abitanti sia Mexicalense, è comune il termine "Cachanilla", nome di una pianta locale utilizzata dagli antichi abitanti per la costruzione delle loro abitazioni (Cucapás). La fondazione della città viene riconosciuta ufficialmente il 14 marzo del 1903.

## Geografia fisica
Confina a nord con gli Stati Uniti d'America, a est con gli Stati Uniti d'America, lo stato di Sonora e il mare del Golfo di California, a sud con il comune di Ensenada, ed a ovest con il comune di Ensenada e con quello di Tecate. Il litorale si estende per una lunghezza di circa 210 km al largo del quale sono presenti 10 isole facenti parte della giurisdizione del comune e sono: Montague, Encantada, San Luis, Ángel de la Guarda, Pond, Partida, Rosa, Salsipuedes y San Lorenzo.

## Località principali
Il comune comprende oltre 2 500 località, oltre alla città di Mexicali, capoluogo comunale con 689 775 abitanti. Le altre località urbane, con la relativa popolazione al 2010, sono:
- Santa Isabel 	29 311
- Ciudad Guadalupe Victoria (Kilómetro Cuarenta y Tres) 	17 119
- San Felipe 	16 702
- Puebla 	15 168
- Progreso 	12 557
- Ciudad Morelos (Cuervos) 	8 243
- Colonia Venustiano Carranza (La Carranza) 	6 098
- Ciudad Coahuila (Kilómetro Cincuenta y Siete) 	5 617
- Vicente Guerrero (Algodones) 	5 474
- Delta (Estación Delta) 	5 180
- EJido Hermosillo 	5 101
- Benito Juárez (Ejido Tecolotes) 	4 167
- Nuevo León 	3 655
- Poblado Paredones 	3 332
- Michoacán de Ocampo 	3 086
- Ejido Hechicera 	2 517
- Viñas del Sol 	2 509
- Ejido Sinaloa (Estación Kasey) 	2 505

Le località rurali sopra i 2 000 abitanti sono:
- Ejido Lázaro Cárdenas (La Mosca) 	2 463
- Poblado Lázaro Cárdenas (La Veintiocho) 	2 388
- Ejido Quintana Roo 	2 311

## Cronologia dei governatori
| Governatore                      | Periodo                |
| -------------------------------- | ---------------------- |
| Rodolfo Escamilla Soto           | 1953-1956 (ler. Ayto.) |
| Raúl Tiznado Aguilar             | 1956-1959              |
| Joaquín Ramírez Arballo          | 1959-1960              |
| Federico Martínez Manautou       | 1960-1962              |
| Carlos Rubio Parra               | 1962-1965              |
| José María Rodríguez Mérida      | 1965-1968              |
| Francisco Gallego Monge          | 1968-1969              |
| Eduardo Martínez Palomera        | 1970-1971              |
| Roberto Mazón Noriega            | 1971-1974              |
| Armando Gallego Moreno           | 1974-1977              |
| Francisco Santana Peralta        | 1977-1980              |
| Eduardo Martínez Palomera        | 1980-1983              |
| Francisco Santana Peralta        | 1983-1986              |
| C. Guillermo Aldrete Hass        | 1986-1989              |
| Lic. Milton Castellanos Gout     | 1989-1992              |
| Lic. Francisco José Pérez Tejada | 1992-1995              |
| Lic. Eugenio Elorduy Walther     | 1995-1998              |
| Arq. Víctor Hermosillo Celada    | 1998-2001              |
| Lic. Jaime Díaz Ochoa            | 2001-2004              |
| Samuel Enrique Ramos Flores      | 2004-2007              |

## Amministrazione

### Gemellaggi
- Calexico